# Michael Karst

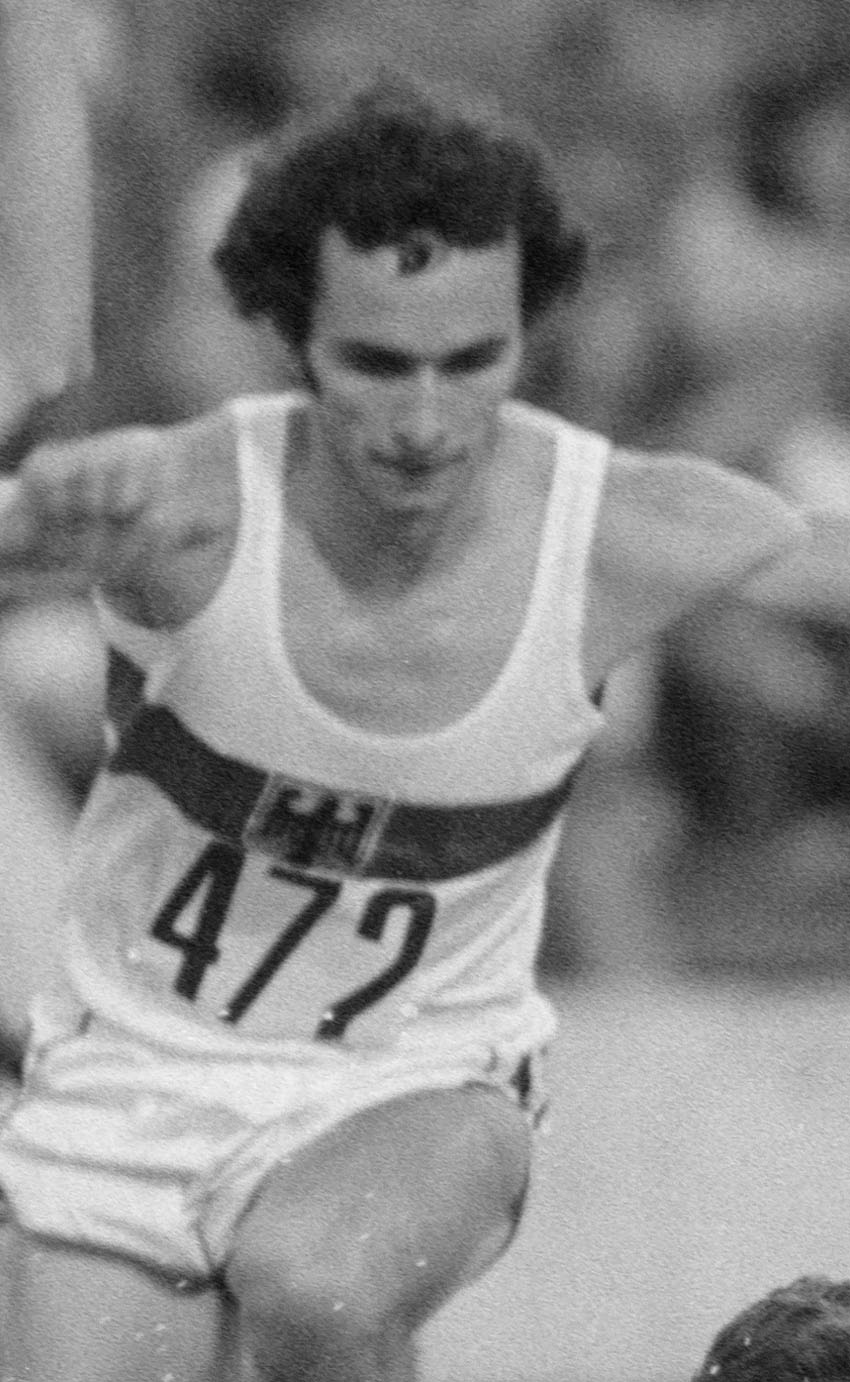
Michael Karst bei den Leichtathletik-Europameisterschaften 1974 in Rom

Michael Karst (* 28. Januar 1952 in Mannheim) ist ein ehemaliger deutscher Leichtathlet und Olympiateilnehmer, der in den 1970er Jahren – für die Bundesrepublik startend – im 3000-Meter-Hindernislauf erfolgreich war. Bei den Leichtathletik-Europameisterschaften 1974 gewann er die Bronzemedaille (8:18,0 min; deutscher Rekord).
Bei den Olympischen Spielen 1976 wurde er Fünfter (8:20,14 min), bei den Leichtathletik-Europameisterschaften 1978 wurde er Vierter (8:19,0 min).
Michael Karst gehörte bis 1976 dem Sportverein SV Saar 05 Saarbrücken an, später dem USC Mainz an. In seiner Wettkampfzeit war er 1,73 m groß und 60 kg schwer.

## Rekorde
- 8:18,4 min – Europarekord, 26. Juni 1974, Helsinki
- 8:18,0 min – deutscher Rekord, 7. September 1974, Rom
- 8:16,2 min – deutscher Rekord, 1. Juli 1975, Stockholm
- 8:14,05 min – deutscher Rekord der Bundesrepublik, 6. Juli 1977, Stockholm (kein gesamtdeutscher Rekord; der DDR-Rekord stand bereits bei 8:10,36 min)